# Le Petit Frère d'Huguette
Pour plus de détails, voir Fiche technique et Distribution.
Le Petit Frère d'Huguette est un film français de court métrage réalisé par Jacques Mitsch et sorti en 1998.

## Fiche technique
- Titre : Le Petit Frère d'Huguette
- Réalisation : Jacques Mitsch
- Scénario : Jacques Mitsch, d'après une nouvelle de Jean-Pierre Chabrol
- Dialogues : Catherine Morlot
- Décors : Martial Petit
- Costumes : Odile Sallenave
- Photographie : Vincent Munié
- Montage : Josiane Zardoya
- Son : Wojtek Kulpinski
- Montage son : Audrey Daran
- Mixage : Yves Fromonot
- Musique : Gilles Carle
- Régisseur général : Alain Guiraudie
- Production : K Production
- Pays de production :  France
- Durée : 18 minutes
- Date de sortie : France - février 1998 (Festival de Clermont-Ferrand)

## Distribution
- Muriel Bénazéraf
- Philippe Bussière
- Patricia Karim
- Gérard Boucaron
- Michael Harel
- Serge Regourd

## Récompenses
- Prix spécial du jury et prix du public au Festival du court métrage de Clermont-Ferrand 1998[1]
- Prix du jury et prix du public au Festival Mamers en mars 1998[2]